# Daisuke Namikawa
 (janvier 2017).
Si vous disposez d'ouvrages ou d'articles de référence ou si vous connaissez des sites web de qualité traitant du thème abordé ici, merci de compléter l'article en donnant les références utiles à sa vérifiabilité et en les liant à la section « Notes et références ».
Daisuke Namikawa (大輔 浪川, Namikawa Daisuke), né le 2 avril 1976, est un seiyū (comédien de doublage japonais).
Il est le responsable japonais du doublage de  Elijah Wood et Hayden Christensen.
Il a également doublé  en japonais certains rôles de Leonardo DiCaprio, Tony Jaa, Edward Furlong et Kevin Zegers.

## Rôles notables
- Hisoka dans Hunter × Hunter
- Choso dans Jujutsu Kaisen
- Adam dans NieR Automata
- Yamato Ishida dans Digimon
- Humpnie Humbert dans Kamisama no Inai Nichiyoubi
- Van Hoenheim (jeune) dans Fullmetal Alchemist Brotherhood
- Yukio "Koyuki" Tanaka dans Beck
- Fye D. Flowright dans Tsubasa - RESERVoir CHRoNiCLE -.
- Benawi dans Utawareru mono
- Leonard Testarossa dans Fullmetal panic! the second raid
- Kei Kurono dans Gantz
- Maiku Kamishiro dans Onegai Twins
- Ōtori Chōtarō dans prince of tennis
- Ulquiorra dans Bleach
- Sumaru dans Naruto
- Rock dans Black Lagoon
- Michael Trinity dans Gundam 00
- Italie du Nord (Veneciano) et Italie du Sud (Romano) dans Hetalia
- Ginsei dans Kobato.
- Gretto Avaro dans Baccano!
- Giotto (Vongola Primo) et Tsuna (10ans plus tard) dans Reborn!
- Thobari Kumohira Durandal dans Nabari no Ou
- Kazehaya dans Kimi ni Todoke
- Kai Deguchi dans Tokyo Tribe 2
- Mori Ougai dans Meiji Tokyo Renka[1]
- Keita Ibuki dans Kurokami
- Eustass Kidd dans One Piece
- Tatsuya Madoka dans Gilgamesh
- Mikage dans 07-Ghost
- Shouta Kazehaya dans Kimi ni Todoke
- Alfred Izuhara dans Mobile Suit Gundam 0080 : War in the Pocket
- Katz Kobayashi dans Mobile Suit Zeta Gundam : A new translation
- Tetsuya dans Ouran High School Host Club
- Lumati Ivan dans Hanasakeru Seishounen
- Jellal , Jycrain, Mystgun dans Fairy Tail
- Baka Ouji dans Level E
- Walter C Dorneaz (Jeune Homme) dans Hellsing Ultimate
- Goemon Ishikawa XIII dans Lupin III (depuis 2011)
- Stardust wink (Hinata Tokura)
- Yu Narukami dans Persona 4
- Isana Yashiro ou Shiro dans K project
- Miki dans Parasite
- Narsus dans The Heroic Legend of Arslân
- Giorno Giovanna dans JoJo's Bizarre Adventure: Eyes of Heaven
- Tooru Oikawa dans Haikyuu!!
- Jin Kanzaki dans Zetman
- Lindel dans The Ancient Magus Bride (Mahou Tsukai no Yome)
- Itagaki Manabu dans Hajime no ippo
- Sekiro dans Sekiro: Shadows Die Twice
- Ōtsutsuki Momoshiki dans Boruto : Naruto Next Generation
- Takigawa Chris Yuu dans Ace of Diamond
- Motoharu dans Danshi kōkōsei no nichijō
- Gilbert Bougainvillea dans Violet Evergarden
- Jack the ripper dans  Black Clover
- Haganezuka dans Demon Slayer
- Kisho Arima dans Tokyo Ghoul √A et Tokyo Ghoul:re
- Lex dans Fire Emblem Heroes
- Belzébuth dans Valkyrie Apocalypse